# 异辛酸亚锡
异辛酸亚锡（化学式：C16H30O4Sn）又称2-乙基己酸亚锡，可溶于石油醚，不溶于水。是生产聚氨酯泡沫塑料的基本催化剂，主要用于聚醚－聚氨酯发泡时的胶化反应，也可以作为氨酯泡沫塑料防老剂。
它可以由一氧化锡和异辛酸反应而成。它在室温下是无色清澈液体，但会由于Sn(II)氧化成Sn(IV)而变黄。